# Istina (album Riblje čorbe)
Istina šesti je studijski album srpskog rock/hard rock sastava Riblja čorba. Objavljen je 1985. u izdanju diskografske kuće PGP RTB.

## Popis pjesama
| Br. | Skladba                       | Trajanje |
| --- | ----------------------------- | -------- |
| 1.  | »'Ajde beži«                  |          |
| 2.  | »Neću da te volim«            |          |
| 3.  | »Hleba i igara«               |          |
| 4.  | »Sačekaj«                     |          |
| 5.  | »'Alo«                        |          |
| 6.  | »Disko mišić (feat Bregović)« |          |
| 7.  | »Verno pseto«                 |          |
| 8.  | »Dvorska budala«              |          |
| 9.  | »Pogledaj dom svoj, anđele«   |          |